# Ханская
Ха́нская (адыг. Хъанхьабл) — станица в Республике Адыгея. Входит в состав городского округа город Майкоп.

## География
Станица расположена в западной части городского округа Майкоп, на правом берегу реки Белая. Находится в 7,5 км к северо-западу от города Майкоп и в 8 км к юго-востоку от города Белореченск.
Вдоль восточной окраины станицы проходит федеральная автотрасса А-160, параллельно которой тянется железнодорожная ветка Белореченская — Хаджох Северо-Кавказской железной дороги. Действует железнодорожная станция Ханская. Регулярным автобусным сообщением связана с Майкопом и Белореченском. В 4 км к востоку от станицы расположен военный аэродром — Ханская.
Площадь территории населённого пункта установлены постановлением N240 от 20.04.2011 года и составляет — 21,92 км2.
Ближайшие населённые пункты: Весёлый на западе, Приречный и Родники на северо-западе, Восточный на севере, Родниковый на востоке, Западный и Гавердовский на юго-востоке. Между станицей и хутором Гавердовский, расположены СНТ — Авангард, Буровик, Деметра, Джанатан, Коммунальник, Красноречье, Приречный, Проектировщик, Селекционер и Яблонька.
Станица расположена у подножья Лесистого хребта, в предгорной зоне республики. Средние высоты на территории населённого пункта составляют около 170 метров над уровнем моря. Рельеф местности представляет собой преимущественно волнистые равнины с общим уклоном с юго-запада на северо-восток, с положительными формами рельефа в виде холмистых и курганных возвышенностей.
Гидрографическая сеть в основном представлена рекой Белая, напротив станицы в неё впадает река Ханка. К востоку протекает река Псипце-Келермес, вдоль старого русла которой расположено множество запруд и искусственных водоёмов.
Климат на территории станицы влажный умеренный (Dfa). Среднегодовая температура воздуха положительная и составляет около +11,5°С. Среднемесячная температура воздуха в июле достигает +23,0°С. Среднемесячная температура января составляет около 0°С. Среднегодовое количество осадков составляет около 750 мм. Основная часть осадков выпадает в период с мая по июль.

## Этимология
Своё название станица получила по имени Ханского брода, существовавшего ещё до появления станицы на реке Белой. По местной легенде, река Ханка протекающая напротив станицы, была так названа в связи с тем, что на ней во время одного из походов на адыгов, находилась резиденция крымского хана. Считается, что так называемая Ханская ставка находилась за нынешним хутором Веселым, вверх по течению реки Ханки.

## История
На территории станицы люди живут издревле. В окрестностях станицы обнаружены развалины христианского храма XII века. Здесь же некогда проходила генуэзская торговая дорога, которая была ответвлением от Великого Шёлкового пути.
К середине XIX века в этих местах прошли ожесточённые бои Кавказской войны, в связи с чем, здесь начала сооружаться укреплённая линия для закрепления территорий. В 1860 году начала формироваться Белореченская укрепленная линия. В систему её укреплений и вошла станица Ханская, основанная 20 октября 1862 года..
Изначально входила в Майкопский отдел Кубанской области. Первыми переселенцами были казаки из станицы Александровской Лабинской укрепленной линии. Казаков-охотников в Ханскую было направлено 234 семейства. Не все из них переселялись по собственному желанию. Некоторые — по жребию, и потому назывались «жеребьевщиками». Они всю жизнь были военнообязанными, имели казачью форму, содержали коней и оружие для военной службы. Станицу заселяли и жители различных губерний центральной России: Орловской, Курской, Тамбовской, Воронежской и Екатеринославской. Приезжие из других губерний, и не будучи приписанными к I и II Линейным Казакам, назывались «иногородними», занимались ремеслами, торговлей. Земля же принадлежала казакам. На каждого рядового полагался надел в 7-8 десятин, а потомственные казаки получали ещё по 6 десятин. Казачья верхушка (офицеры, урядники, старшины) имели по 100, 150 и до 200 десятин земли. Некоторые из них имели по 50 пар волов, по 500 голов рогатого скота, по несколько тысяч овец. Крупные хозяйства обеспечивали работой до 70 работников. Были в станице дворяне и купцы. В Ханской было широко развито земледелие, выращивали злаковые, бахчевые. Хозяйства возили овощи в Майкоп, а пшеницу поставляли в северные регионы Российской Империи. Кроме местного производства, в Ханскую поставляли товары из Европы, так мануфактурная лавка Шепелевых успешно торговала английской шерстью и тканями. К 1913 году в станице имелось 5 школ, в которых обучалось 240 учеников обоих полов. К 1923 году осталась 1.
Первоначальные рода и семьи станицы (дореволюционные): Калашниковы, Мельниковы, Шепелевы, Столяровы, Подтопельневы, Филимоновы, Малыхины, Чевозаровы, Порпуловы, Алехины, Березлевы, Нихотины, Арешкины, Пашковы, Богачёвы, Цыбаневы, Панчохины, Шестаковы, Жуковы, Матушкины, Дубасовы, Поплавковы, Закуткины, Ковтун, Пивненко, Голубовы, Лопатниковы.
Из энциклопедического словаря Брокгауза и Ефрона (1890—1907)
Ханская — станица Кубанской обл., Майкопского отд. Жит. 5500, 3 церкви, раскольничьи и молитвенные дома. 5 торгово-промышленных зав. и 1 завод. Жители занимаются хлебопашеством, скотоводством и табаководством (в год до 6 тыс. пд.).

## Население
| 1959    | 1970    | 1979    | 2002    | 2010    | 2013    | 2014    |
| ------- | ------- | ------- | ------- | ------- | ------- | ------- |
| 6414    | ↗9619   | ↗10 224 | ↗11 290 | ↘11 245 | ↗11 549 | ↗11 660 |
| 2015    | 2016    | 2017    | 2018    | 2019    | 2020    | 2021    |
| ↗11 757 | ↗11 767 | ↗11 803 | ↘11 752 | ↘11 690 | ↘11 679 | ↘11 319 |
| 2023    | 2024    |         |         |         |         |         |
| ↘11 209 | ↘11 152 |         |         |         |         |         |

Плотность — 508.76 чел./км2.
Национальный состав
По данным Всероссийской переписи населения 2010 года:
| Народ               | Численность, чел. | Доля от всего населения, % |
| ------------------- | ----------------- | -------------------------- |
| русские             | 9 925             | 88,26 %                    |
| армяне              | 285               | 2,54 %                     |
| украинцы            | 233               | 2,07 %                     |
| цыгане              | 200               | 1,78 %                     |
| адыги               | 124               | 1,10 %                     |
| белорусы            | 115               | 1,02 %                     |
| другие / не указано | 363               | 3,23 %                     |
| всего               | 11 245            | 100,0 %                    |

Мужчины — 5 233 чел. (46,5 %). Женщины — 6 012 чел. (53,5 %).

По данным Всероссийской переписи 2021 года:
| Народ               | Численность, чел. | Доля от всего населения, % |
| ------------------- | ----------------- | -------------------------- |
| русские             | 9 763             | 86,25 %                    |
| армяне              | 274               | 2,42 %                     |
| цыгане              | 145               | 1,28 %                     |
| другие / не указано | 1 137             | 10,04 %                    |
| всего               | 11 319            | 100,0 %                    |

## Местное самоуправление
Станица Ханская вместе с хутором Весёлый, входят в ТОС (территориальное общественное самоуправление) № 18 городского округа Майкоп. Местное самоуправление является территориальным исполнительным органом местной администрации (ТИОМА) городского округа Майкоп и осуществляет исполнительно-распорядительные функции на территории станицы Ханская и хутора Весёлый. Администрация ТОС № 18 — городской округ Майкоп, станица Ханская, ул. Краснооктябрьская, № 21.
- Председатель местного самоуправления — Троцков Анатолий Максимович.
- Администратор местного самоуправления — Руденко Александр Александрович.

## Транспорт
Через станицу проходят городские маршруты:
- № 10 «АГУ — микрорайон „Черёмушки“ — станица Ханская»;
- № 10-А «АГУ — микрорайон „Черёмушки“ — станица Ханская»;
- № 10-В «АГУ — микрорайон „Черёмушки“ — хутор Весёлый».
- № 10-Р «микрорайон „Черёмушки“ — посёлок Родниковский — станица Ханская».

Внутри-станичные маршруты:
- № 1-Х «улица Садовая — улица Интернациональная»;
- № 10-Х «улица Интернациональная — улица Садовая».

## Улицы
Уличная сеть станицы состоит из 87 улиц, 25 переулков и 4 проездов.